# Pamela Barnes Ewing
Pamela "Pam" Jean Ewing (született Barnes; korábban Haynes) a Dallas című sorozat egyik főszereplője. Victoria Principal játszotta a sorozat kezdetétől (1978) egészen 1987-ig, a tizedik évad végééig. Ekkor ugyanis Pamela belerohant egy olajszállító teherautóba, felrobbant az autója. Súlyos, harmadfokú égési sérüléseket és bordatörést szenvedett. Ezután még feltűnt pár epizódban, amikor is a kórházban feküdt összekötözve. Végül 1 évad elteltével a karakter tett egy utolsó megjelenést a 12. évad első részében, és itt Margaret Michaels alakította Pamelát. Természetesen itt már máshogy nézett ki az arca a plasztikai műtétek miatt. Itt kiderült, hogy valójában halálos betegségben szenved és csak hónapjai vannak hátra. Nem akarta, hogy a visszatérésének megünneplése után a családja végignézze, ahogy haldoklik, ennél sokkal jobban szerette őket. Ez volt Pamela utolsó szereplése a sorozatban, és mégis az új sorozat második évadjának fináléjáig nem derült ki, hogy meghalt-e vagy sem. A rajongók azóta is azt várják, hogy visszatérjen a képernyőre, de ez a vágyuk sohasem teljesülhetett. Szó esett arról, hogy az új Dallasban visszatér, de végül ebből nem lett semmi, ugyanis Victoria Principal elutasította a felkérést. 2013. március 1-jén megjelent egy cikk a hivatalos oldalon, ahol Victoria Principal nyilatkozott, hogy nem fog visszatérni az új sorozatba, mert tiszteletben akarja tartani Bobby és Pamela tragikus szerelmét, és hogy ezen már ne változtassunk. 2013. március 11-én az új sorozat második szériájában végső búcsút vehettünk Jockey-tól, és eltemették Southforkban. Ezután megjelent Bum Jones, Jockey egyik embere és azt mondta, hogy üzenete érkezett Jockey-tól. Kiderült, hogy pár hónappal ezelőtt Jockey Abu Dhabi-ba utazott, hogy megkeresse Pamelát. Bobby és Christopher nagyon meg voltak döbbenve. Végül az új sorozat második évadjának fináléjában kiderült, hogy Pamela hasnyálmirigyrákban hunyt el Abu Dhabi-ban, 1989. július 14-én.

## Jellemfejlődése

### Származása és személyisége
A sorozat elején 1978-ban Pamela és Bobby Ewing ifjú házasok voltak, boldogan éltek. Egy akadály volt mindig köztük: a Barnes/Ewing viszály, ami még Bobby édesapja, Jock és Pamela édesapja, Digger Barnes között alakult ki. Később Digger a halálos ágyán bevallotta Pamelának, hogy nem ő az igazi apja, hanem Hutch McKinney, akinek viszonya volt Pamela édesanyjával, Rebecca Barnes Wentworth-szel.
A Barnes család tagjaként Pamela először találkozott a rivális Ewing család-dal, miután hozzáment Bobbyhoz. Karaktere erős, ugyanakkor nagyon törékeny is volt. Legfőbb ellensége Jockey Ewing, aki állandóan azon mesterkedett, hogy szétválassza őt és Bobbyt. Jockey az első perctől kezdve gyűlöletet érzett Pamela iránt, és ez visszafelé is igaz volt. 6 év házasság után elváltak Bobbyval először, és mindez Pamela féltestvérének, Katherine-nek volt köszönhető. Sajnos emiatt sok évet pazaroltak el, de 1985-ben Bobby újra megkérte Pamela kezét. A végkifejlet 2 évvel később alakult ki, amikor Pamela súlyos balesetet szenvedett, összeégett, és a karaktere ezután végleg eltűnt. Mindez Victoria Principal-nak volt köszönhető, aki mindenképpen ki akart lépni a sorozatból, mert úgy gondolta, hogy Pamela karaktere nem hoz már újdonságot. Pedig Bobbyval végre igazán boldogok lehetettek volna, hiszen a baleset előtt kiderült, hogy Pamela vállalkozhat a szülésre, így lehetett volna saját gyerekük is, amire Pamela egész életében vágyott.
Az, hogy a baleset után Pamela elhagyta a családját, teljesen ellenkezett a személyiségével, ugyanis sosem hagyta volna így faképnél a családját egy baleset miatt. De mindezt tisztázták az új sorozatban, így Pamela karaktere mégiscsak hozzá méltóan ért véget: elhunyt rákban 1989-ben, 2 évvel a baleset után, és ezért nem tért vissza a családjához, mert nem akarta, hogy végignézzék, ahogyan haldoklik.

## Történet

### Eredeti sorozat

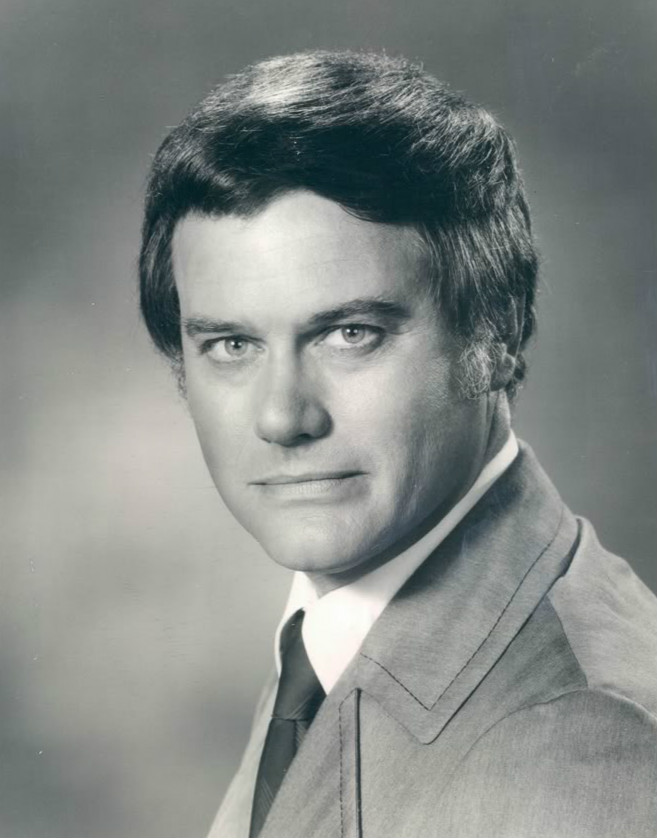
Jockey Ewing (Larry Hagman) a Dallas egyik központi szereplője, aki mindig is nyíltan utálta Pamelát.

A sorozat első epizódjában Pamela és Bobby megszöktek New Orleans-ba, és titokban összeházasodtak. Miután Bobby hazavitte Southforkba, Pamela találkozott a rivális Ewing családdal, és szembe kellett néznie azzal, hogy nem mindenki örül a házasságuknak. Jockey azzal vádolta Pamelát, hogy Cliff, a bátyja kémkedni küldte a Ewingokhoz, hogy tönkretehesse a Ewing Olajtársaságot. Bobby végig védte őt, és a család végül rájött, hogy Pamela ártatlan, és egy igazán jószívű ember. Az ötödik részben kiderül, hogy Pamela terhes lett Bobby-tól, és erre az egész család ünnepelni kezdett. Jockey viszont egyáltalán nem örült, leitta magát, majd elment a pajtához, ahol Pamelával akart beszélni. Pamela addig hátrált Jockey-tól, amíg hátradőlt és leesett az alattuk lévő emeletre, és emiatt elvetélt.
A vetélése után a családi ellenségeskedések enyhültek ugyan, de Jockey továbbra is nyíltan sértegette őt és a bátyját. 1979-ben kiderült a Tintás Barnes-ról, hogy neurofibromatosisban szenved, és ezt a gyermekei is örökölhették. Ki is derült, hogy Cliff előtt volt egy bátyjuk, Tyler ő hat hónapos korában halt meg, majd később Pamela előtt volt egy kislány is, Catherine ő 1 évesen halt meg a neurofibromatosis miatt. Cliff és Pamela csak a szerencséjüknek köszönhették, hogy életben maradtak. Ezután kiderült, hogy Pamela ismét terhes, és emiatt nagyon megijedt. Pár héttel később Pamela lovaglás közben leesett a lóról, és másodjára is elvetélt. 1980-ban a Tintás az alkoholizmusa miatt haldokolni kezdett, és a halálos ágyán bevallotta Pamelának, hogy valójában nem ő az igazi apja, hanem Hutch McKinney. Pamela ezután teljesen összeroppant, és megszállottan elkezdte keresni az édesanyjukat, ugyanis kiderítette, hogy az anyjuk talán mégsem halt meg, hanem valahol máshol él. Időközben Bobby átvette a Ewing Olajtársaság irányítását, miután Jockeyra rálőttek. Emiatt Bobby egyre több időt töltött az irodában, és Pamela rájött, hogy talán Bobbyt is csak a pénz és a hatalom érdekli, és ez megrontotta a házasságukat.
A gyermekszülés kérdése továbbra is lehetetlen volt Pamela számára, mert kiderült, hogy a terhessége harmadik hónapjában mindig abortálni fog. Pamela ezután hatalmas depresszióba esett, és majdnem tragédia lett a vége: le akart ugorni az áruház tetejéről, ahol dolgozott. Szerencsére Bobby megmentette őt, de jól tudta, hogy Pamelának szüksége van pszichiátriai segítségre. Egy kórházban kezelték több hétig. Viszont egy nap visszament Southforkba, és meglátott egy kisfiút Bobby karjaiban. Ő volt Christopher. Pamela rögtön meggyógyult, és Bobbyval lerendezték az örökbefogadási ügyeket. Ő és Bobby ebben az időszakban voltak a legboldogabbak. 1982 májusában Bobby bevalotta Pamelának, hogy Jockey és Kristen Shephard Christopher szülei. Pamela teljesen ledöbbent ezen, de Bobbyval tartott Kaliforniába, hogy kiderítsék az igazságot. Meg is tudták az igazságot: kiderült, hogy Kristin elvetélt Jockey gyerekével, aztán újra teherbe esett, de ezúttal Jeff Faraday-től. 1983-ban Pamela édesanyja, Rebecca elindult Houston-ba egy üzleti tárgyalásra, de a repülőgépe összeütközött egy másik géppel. Rebecca súlyos sérüléseket szenvedett, kórházba szállították, ahol beszélgettek Pamelával egy ideig, de aztán Rebecca hirtelen meghalt a súlyos belső sérülések következtében. Rebecca temetése után Pamela elhagyta Bobbyt, és a harcot okolta az édesanyja haláláért. Ezután Bobbyval egyre jobban eltávolodtak egymástól, volt egy éjszaka aztán amit együtt töltöttek, de Pamela megmondta Bobbynak, hogy addig nem költözik haza hozzá, amíg nem adja fel a harcot Jockey-val. Bobbynak eszében sem állt ilyesmi, így még jobban eltávolodtak egymástól. Ráadásul a képben már Mark Graison is benne volt, Pamela jó barátjává vált, és elutaztak együtt Franciaországba. A Southfork-i tűz után Bobby és Pamela már majdnem kibékültek, de Katherine egy levelet írt Pamela nevében Bobbynak, hogy ő ki akar lépni ebből a házasságból, és hogy engedje el. Emiatt Bobby úgy döntött, hogy elengedi Pamelát, és így 1983 őszén elváltak.
Pamela az elkövetkező egy évet Mark Graison-nal töltötte, de aztán kiderült, hogy Mark halálos beteg, és csak hónapjai vannak hátra. Ezért Pamela úgy döntött, hogy feleségül megy hozzá, hogy ne maradjon egyedül. Később erre Mark is rájött, beszélt az orvosával, aki egyben a legjobb barátja is volt. Mark ezután öngyilkosságot követett el, felrobbantotta a gépét a Mexikói öböl felett. Ezután Bobby vigasztalta őt, és Pamela eközben rájött, hogy Katherine írta azt a levelet Bobbynak az ő nevében, azért, hogy szétválassza őket.
1985-ben, Bobby és Pamela bevallották egymásnak az érzelmeiket, és Bobby újra megkérte a kezét. Pamela igent mondott, és együtt töltötték az éjszakát. Másnap reggel Bobbyt tragikus módon elütötte egy autó, amelyet Pamela féltestvére, Katherine Wentworth vezetett, és órákkal később belehalt a sérüléseibe. Pamela beírta magát a televíziózás történelmébe azzal, hogy megálmodta Bobby halálát.
Pamela felébredt és legnagyobb megdöbbenésére Bobbyt találta a zuhanyzóban épen és egészségesen. Az esküvő napján kiderült, hogy Jenna gyermeket vár Bobbytól és ez nagyon rosszul esett Pamelának, azonban ennek ellenére is újra hozzáment Bobbyhoz 1986 novemberében.
Később Pamela nagyon jó hírt kapott az 1986-87-es évad záró epizódjának végén: kiderült, hogy mégis lehet gyermeke és hogy nem jár ezzel semmiféle egészségügyi kockázat. Azonban erre már soha nem lett lehetősége. Útban hazafelé felhívta a kocsiból Bobbyt, és elmondta a jó hírt neki élete legboldogabb napján. Amikor letette a telefont, egy pillanatra nem figyelt a vezetésre, és mire felnézett, belerohant egy olajszállító teherautóba, és felrobbant az autója. Nagyon súlyos, harmadfokú égési sérüléseket szenvedett, eltörtek a bordái, az egyik karja, és egyéb súlyos belső sérülései is voltak. Hetekig feküdt a kórházban összekötözve, és beszélni sem tudott. Amikor leszedték róla a kötéseket és meglátta magát a tükörben, Pamela nem bírta elviselni a fájdalmat és a látványt, ezért megszökött a kórházból és búcsúlevelében arra kérte Bobbyt, hogy ne próbálja őt keresni soha többé. Nem sokkal később pedig másodszor is elvált Bobbytól, és lemondott gyermekükről, Christopherről.

### Az utolsó megjelenése

Margaret Michaels mint Pamela, az utolsó megjelenésekor a sorozatban, 1988-ban.

1988-ban, a 11. évad záró epizódjában Jordan Lee visszatért a nyaralásáról Kanadából, és közölte Cliffel, hogy látta Pamelát. Cliff rögtön elújságolta a hírt Bobbynak, de ő úgy döntött, hogy nem tart Cliffel, mert szerinte Pamelának magától kell visszajönnie. Cliff ennek ellenére mégis elindult húga keresésére, és meg is találta egy klinikán. Ekkor Pamela már máshogy nézett ki a plasztikai műtétek után. (Ez is a magyarázat arra, hogy itt már nem Victoria Principal alakította karakterét, hanem Margaret Michaels.)
Cliff bement hozzá, hogy beszéljen vele, és Pamela közölte vele, hogy boldog az új életében, és tervezi, hogy hamarosan feleségül megy a plasztikai sebészéhez, Dr. David Gordonhoz. Később, miután Cliff könnyek közt távozott, az orvos megkérdezte Pamelát, hogy miért nem mondta el Cliffnek, hogy halálos betegségben szenved és már csak pár hónapja van hátra. Ez volt Pamela utolsó szereplése a sorozatban, azonban 
nem nyilvánították őt azonnal holttá a sorozat hátralévő részében sem.

### Dallas (2012, televíziós sorozat)
2013. március 11-én végignézhettük Jockey Ewing temetését, és utána kiderült, hogy Jockey kicsivel a halála előtt megpróbálta megtalálni Pamelát Abu Dhabi-ban. Ezek után sok pletyka keringett arról, hogy Pamela visszatér, de a színésznő, Victoria Principal egy interjúban kijelentette, hogy sosem fog visszatérni az új sorozatba. A "Régi-új háború" című epizódban, a Ewing kiderítik, hogy Rebecca Wentworth három gyermekére(Cliff, Pamela, és Katherine) hagyta a Barnes Global harmadát. Így ez azt jelenti, hogy Pamela halála esetén a fia, Christopher örökli a részvényeit. Ezután egy Ellis nevű nyomozó feltárja Christophernek, hogy egy bizonyos nő 1989 óta átutalásokat rendezett le Zurich-ből, ahol egy bankszámlája van, így az illető talán még életben lehet. Végül a "Mestermű" című epizódban kiderült, hogy Pamela meghalt 1989. július 14-én. Christopher Zurich-ben találkozott Dr. David Gordon doktorral, akit az eredeti sorozatban is láthattunk, amikor kiderült, hogy Pamela halálos beteg. Az orvos ezután elmesélte Christopher-nek, hogy mi történt az édesanyjával. Miután Pamela balesetet szenvedett, és eltűnt a kórházból, hozzá fordult segítségért, így aztán egymás után végezte el az orvos a plasztikai műtéteket Pamelán. Amikor már csak az utolsó műtétek voltak hátra, kiderült, hogy Pamela hasnyálmirigyrákban szenved, és csak 1 éve van hátra. Pamela szíve teljesen megszakadt, amikor ezt megtudta, ugyanis azt tervezte, hogy a műtétek után visszatér Dallasba a kisfiához, és Bobbyhoz. Ezután találta meg Cliff Houston-ban, és a jelenetet már ismerjük az eredeti sorozatból, Pamela azt hazudta, hogy beleszeretett az orvosába, és hogy a Dallasban való élete véget ért. Az igazság ugye az volt, hogy halálos beteg, és csak hónapjai vannak hátra, és nem akarta, hogy a családja végignézze, ahogy haldoklik. Pár hónappal később, 1989-ben Dr. David Gordon elvitte Pamelát Abu Dhabi-ba egy speciális kezelésre, de nem használt. Nem sokkal ezután, Pamela meghalt a kórházban. A legnagyobb döbbenet, hogy Cliff is tudott Pamela haláláról, de titokban akarta tartani, hogy ő irányíthassa a részvényeit a Barnes Global-nál. Pamela ápolónője átadta Christopher-nek Pamela végrendeletét, és megmondta neki, hogy az édesanyja végig nagyon szerette, és megígérte, hogy a végsőkig harcolni fog a betegsége ellen, hogy visszatérhessen a kisfiához Dallasba. Christopher nagy sírásban tört ki. Pamela halotti anyakönyvi kivonata szerint 1953. április 10-én született, és 1989. július 14-én hunyt el, és ekkor csak 36 éves volt.

## Fordítás
- Ez a szócikk részben vagy egészben  a   Pamela Barnes című angol Wikipédia-szócikk fordításán alapul.  Az eredeti cikk szerkesztőit annak laptörténete sorolja fel. Ez a jelzés csupán a megfogalmazás eredetét és a szerzői jogokat jelzi, nem szolgál a cikkben szereplő információk forrásmegjelöléseként.